# Metabriggsia
Metabriggsia es un género con dos especies de plantas  perteneciente a la familia Gesneriaceae. Es originario de China.

## Taxonomía
El género fue descrito por  Wen Tsai Wang y publicado en Guihaia 3(1): 1–2. 1983.  La especie tipo es: Metabriggsia ovalifolia W.T.Wang
Etimología
Metabriggsia: nombre genérico que deriva de  μετα-, meta = con, entre, y el nombre genérico Briggsia. El nombre indica la similitud entre los dos género, del cual difiere por tener solo dos estambres fértiles y sun solo carpelo estéril. 

## Especies aceptadas
A continuación se brinda un listado de las especies del género Metabriggsia aceptadas hasta abril de 2014, ordenadas alfabéticamente. Para cada una se indica el nombre binomial seguido del autor, abreviado según las convenciones y usos. 
- Metabriggsia ovalifolia W.T.Wang
- Metabriggsia purpureotincta W.T.Wang